# 개빈 매키니스

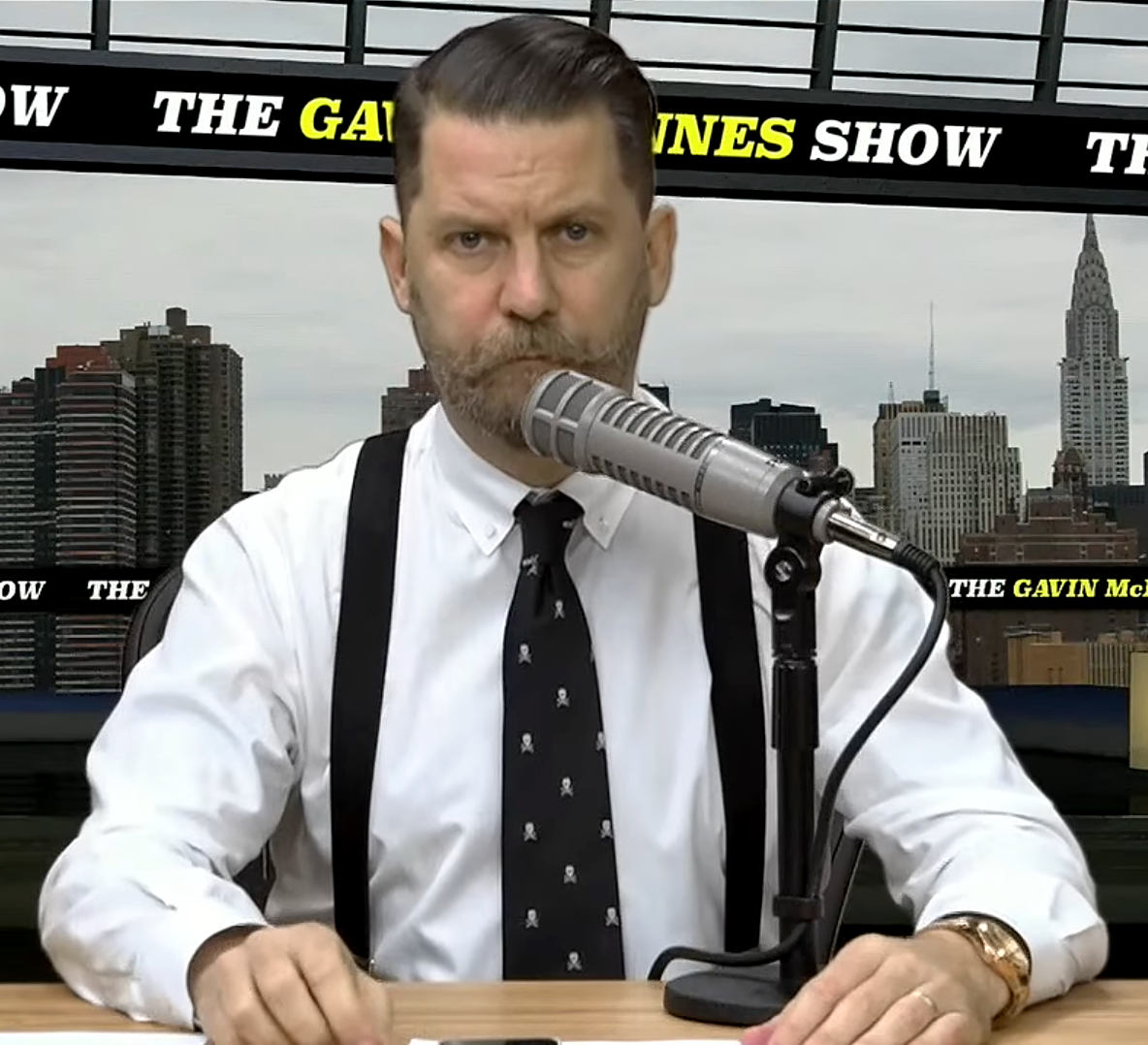

개빈 매키니스(Gavin McInnes, 1970년 7월 17일 ~ )는 캐나다의 작가 겸 정치 평론가, 인터넷 방송인이다. 극우 단체 프라우드 보이스(Proud Boys)의 설립자이다.
히친에서 태어났다.

## 영화
- 크리에이티브 컨트롤 (2015년)
- 하우 투 비 어 맨 (2013년)